# Сиекс, Альберт Яковлевич
А́льберт Я́ковлевич Сие́кс (1899 — ?) — министр внутренних дел Латвийской ССР, полковник (1949).

## Биография
Родился в латышской семье. В органах госбезопасности с 1919, член РКП(б) c 1920. С 23 марта 1936 до 14 июля 1936 заместитель начальника особого отдела управление государственной безопасности НКВД БССР. Начальник особого отдела УНКВД Омской области до 14 декабря 1936, затем начальник контрразведывательного отдела этой области до 10 августа 1937. Во время репрессий в НКВД неоднократно увольнялся и восстанавливался в кадрах. С 1 октября 1940 — начальник отдела пожарной охраны УНКВД Омской области. В 1943—1951 — заместитель наркома (министра) по кадрам, затем 1-й заместитель, в 1951—1953 министр внутренних дел Латвийской ССР. Уволен «по фактам, дискредитирующим звание офицера», в мае 1955 года.

### Звания
- капитан государственной безопасности, 23 марта 1936[2];
- полковник, 24 августа 1949[3]

### Награды
- Орден Трудового Красного Знамени БССР, 11 июля 1932[4];
- знак «Почётный работник ВЧК-ОГПУ (XV)», 26 мая 1933;
- орден Красного Знамени, 15 января 1945;
- орден Ленина, 21 февраля 1945;
- орден Красного Знамени, 31 мая 1945;
- орден Отечественной войны 2-й степени, 31 мая 1946;
- орден Отечественной войны 1-й степени, 24 августа 1949;
- орден Трудового Красного Знамени, 20 июля 1950.